# 12th Vermont Infantry
Le 12th Regiment, Vermont Volunteer Infantry (ou 12 VVI) est un régiment d'infanterie pour une période de neuf mois, dans l'armée de l'Union pendant la guerre de Sécession. Il sert sur le théâtre oriental, principalement dans les défenses de Washington, d'octobre 1862 à juillet 1863. Il est membre de la 2nd Vermont Brigade.

## Histoire
Le 12th Vermont Infantry, un régiment d'une durée de neuf mois, est levé à la suite de l'appel du président Lincoln, le 4 août 1862, pour obtenir des troupes supplémentaires en raison des résultats désastreux de la campagne de la Péninsule.
Il est composé de volontaires de dix compagnies de la milice comme suit :
- Gardes de West Windsor, compagnie A.
- Infanterie légère de Woodstock, compagnie B
- Garde d'Howard de Burlington, compagnie C
- Infanterie légère de Tunbridge, compagnie D
- Gardes de Ransom de St. Albans, compagnie E
- Garde de Nouvelle-Angleterre de Northfield, compagnie F
- Allen Gays de Brandon, compagnie G
- Gardes de Bradford Gardes, compagnie H
- Infanterie légère de la rivière Saxton de Rockingham, compagnie I
- Garde légère de Rutland, compagnie K

Le colonel Asa P. Blunt, auparavant dans les 3rd et 6th Vermont, est choisi pour commander le régiment. Le lieutenant-colonel Roswell Farnham et le commandant Levi G. Kingsley ont eu des commissions dans le 1st Vermont Infantry, avec un total de 65 officiers et hommes.
Le régiment part dans un camp à Brattleboro le 25 septembre 1862, et entre en service des États-Unis le 4 octobre. Il quitte le Vermont le 7 octobre, et arrive à Washington, D.C. le 10 octobre, et se rend dans le camp sur East Capital Hill. Le 30 octobre, il fait partie de la 2nd Vermont Brigade, qui comprend également les 13th, 14th, 15th et 16th Vermont Infantry.
Le colonel Blunt commande la brigade jusqu'à l'arrivée du brigadier général Edwin H. Stoughton, le 7 décembre.
Stoughton n'est pas populaire parmi les officiers et les hommes de la brigade, de sorte que quand il est capturé par le partisan confédéré John S. Mosby le 9 mars 1863, peu d'entre eux pleurent sa perte. Le colonel Blunt assume de nouveau le commandement de la brigade, redonnant le commandement au nouveau commandant de brigade, le brigadier général George J. Stannard, le 20 avril, qui mène la brigade jusqu'à la bataille de Gettysburg.
Le régiment marche sur Munson's Hill le 30 octobre et Hunting Creek le lendemain, où il reste jusqu'au 12 décembre, dans le « camp Vermont ». Il est affecté à un service de piquet à proximité de Fairfax Courthouse du 12 décembre au 20 janvier 1863, participant à repousser la cavalerie de J. E. B. Stuart le 29 décembre. Le régiment est stationné à Wolf Run Shoals du 20 janvier au 1er mai, assurant un service de garde du chemin de fer à Warrenton Junction jusqu'au 7 mai et campe près de Rappahannock Station jusqu'au 18 mai. À partir de là et jusqu'au 1er juin, il campe près de Bristoe and Catlett's Station. Pendant la majorité du mois de juin, est à Union Mills.
Le 25 juin, la brigade est affectée à la troisième brigade de la troisième division du Ier corps, et reçoit l'ordre de former l'arrière-garde de l'armée du Potomac alors qu'elle marche vers le nord après l'armée de Virginie du Nord de Robert E. Lee. Le 12th marche avec la brigade de Wolf Run Shoals le 25 juin, traverse le fleuve Potomac, le 27 juin, passe à Edward's Ferry, et part vers le nord à travers Frederick City et Creagerstown, dans le Maryland. Il s'approche de Gettysburg le 1er juillet, lorsque le 12th et 15th sont détachés à la garde des trains du corps.
Le régiment accompagne les trains du corps à Rock Creek Church, près du champ de bataille, et deux compagnies de la 12th partent vers l'avant pour protéger les trains de munitions sur la route de Taneytown.
Après la bataille, le régiment part vers le sud de Westminster, Maryland, puis sert comme garde pour un train de 2 500 prisonniers confédérés qui sont emmenés à Baltimore, dans le Maryland. Partant de Baltimore, le régiment va à Brattleboro, au Vermont, où il arrive le 9 juillet. Il quitte le service actif le 14 juillet 1863.
Des dizaines de membres nouvellement libérés du régiment s'enrôlent de nouveau, principalement dans les régiments de la 1st Vermont Brigade, et le 17th Vermont Infantry.

## Décompte final
| DÉCOMPTE FINAL                                                     | DÉCOMPTE FINAL |
| ------------------------------------------------------------------ | -------------- |
| Membres d'origine                                                  | 998            |
| Gain (recrues et transferts)                                       | 7              |
| --- Agrégation                                                     | 1005           |
| --- Pertes ---                                                     |                |
| Décédé de maladie                                                  | 63             |
| Démobilisé                                                         | 75             |
| Déserteur                                                          | 4              |
| Transférés dans le Veteran Reserve Corps et d'autres organisations | 2              |
| --- Total des pertes                                               | 144            |
| Libérés du service à divers moments                                | 861            |

## Lectures complémentaires
- Coffin, Howard, Full Duty: Vermonters in the Civil War. Woodstock, VT.: Countryman Press, 1995.
- -----. Nine Months to Gettysburg. The Vermonters Who Broke Pickett's Charge. Woodstock, VT.: Countryman Press, 1997.
- Palmer, Edwin F., The Second Brigade: or, Camp Life, By a Volunteer, Montpelier: E. P. Walton, 1864.